# Diospyros coaetanea
Diospyros coaetanea är en tvåhjärtbladig växtart som beskrevs av Harold Roy Fletcher. Diospyros coaetanea ingår i släktet Diospyros och familjen Ebenaceae. Inga underarter finns listade i Catalogue of Life.